# Jean-Baptiste Manhès
Jean-Baptiste Manhès (* 4. Februar 1897 in Alfortville; † 23. April 1963 in Le Kremlin-Bicêtre) war ein französischer Langstreckenläufer.
Bei den Olympischen Spielen 1920 in Antwerpen wurde er über 10.000 m Sechster mit seiner persönlichen Bestzeit von 32:26,0 min. Über 5000 m schied er im Vorlauf aus.
1924 wurde er beim Marathon der Olympischen Spiele in Paris Zwölfter in 3:00:34 h.
1923 wurde er Französischer Vizemeister über 10.000 m.